# Alain Clément Amiezi

Bischofswappen von Alain Clément Amiézi

Alain Clément Amiezi (* 28. September 1970 in Dimbokro) ist ein ivorischer Geistlicher und römisch-katholischer Bischof von Odienné.

## Leben
Alain Clément Amiezi trat 1991 zunächst in Ebimpé der Gesellschaft der Afrikamissionen bei und studierte Philosophie. Anschließend studierte er am Priesterseminar in Anyama Theologie und empfing am 1. Mai 1999 durch Bischof Félix Kouadjo das Sakrament der Priesterweihe für das Bistum Bondoukou.
Nach einigen Jahren in der Seelsorge als Kaplan an der Kathedrale sowie als Diözesanverantwortlicher für die Berufungspastoral und die Medien studierte er von 2004 bis 2008 in Rom. Hier wurde er an der Päpstlichen Universität Urbaniana im Fach Dogmatik promoviert. Von 2009 bis 2021 war er Dogmatikprofessor am Priesterseminar in Anyama sowie Gastdozent an der Université Catholique de l’Afrique de l’Ouest. Außerdem lehrte er am theologischen Institut der Jesuiten und am katholischen Missionsinstitut in Abidjan. Ab 2011 war er zudem Exekutivsekretär der Glaubenskommission der ivorischen Bischofskonferenz. Ab 2021 war er Pfarrer an der Kathedrale Sainte Odile in Bondoukou. Gleichzeitig wurde er Mitglied des Priesterrates, des Konsultorenkollegiums und weiterer diözesaner Gremien wie der Kommission für die Ökumene und den interreligiösen Dialog. Als Dompfarrer ging er davon aus, für längere Zeit den Aufbau der Gemeinde und die notwendige Renovierung des maroden Kirchengebäudes zu leiten.
Papst Franziskus ernannte ihn am 30. Juni 2022 zum Bischof von Odienné. Der Erzbischof von Korhogo, Ignace Bessi Dogbo, spendete ihm am 24. September desselben Jahres in Odienné die Bischofsweihe. Mitkonsekratoren waren der Bischof von Bondoukou, Bruno Essoh Yedoh, und der Bischof von Man, Gaspard Béby Gnéba, der das Bistum Odienné seit Mai 2019 während der Sedisvakanz als Apostolischer Administrator verwaltet hatte.